# Ingannevole è il cuore più di ogni cosa
Ingannevole è il cuore più di ogni cosa (The Heart Is Deceitful Above All Things) è un film del 2004 diretto ed interpretato da Asia Argento, tratto dall'omonimo romanzo di J.T. Leroy, presentato nella sezione Quinzaine des Réalisateurs al 57º Festival di Cannes.

## Trama
All'età di sei anni, Jeremiah viene strappato dalle braccia dei suoi genitori adottivi per andare in affidamento alla madre naturale, Sarah. Questa però si dimostra inaffidabile, violenta e incline a portare nel bambino una visione distorta della realtà. Infatti, quella sera stessa gli dà della droga. La madre passa da uomo a uomo, e con uno di questi si sposa. Parte per il viaggio di nozze ad Atlantic City, lasciando Jeremiah solo per più di due giorni, ma a ritornare sarà solo il marito, perché Sarah è scappata lasciandolo solo. Quella notte il marito abuserà di Jeremiah, e durante l'atto, il bambino incomincia a vedere delle strane scie rosse.
Jeremiah viene poi abbandonato la sera stessa, in un'auto. Viene trovato dalla polizia e portato in ospedale: mentre i medici lo stanno curando compare di nuovo la scia rossa, che stavolta diventa un uccello inquietante. Jeremiah rimane per un po' in un centro di riabilitazione per bambini, ma neanche lì riesce a trovare persone capaci di parlare ad un bambino così piccolo. Da lì, viene preso e portato a casa sua dalla nonna, signora maniacalmente religiosa come il marito ed i figli. Nella casa, viene trattato male da tutti. Un suo parente lo circoncide quando è sotto la doccia ed assiste alle frustate che il nonno dà ai propri figli per punirli.
Un giorno però, mentre, ormai cresciuto, è per strada a predicare sulla Bibbia, viene ritrovato dalla madre, che ha tentato di rintracciarlo a colpo sicuro, dato che anche a lei da piccola veniva dato lo stesso compito nel medesimo posto. Successivamente, scopre che la madre per vivere si prostituisce ed esibisce in un locale di lap dance. Dopo che madre e figlio si sono riuniti, l'ultimo compagno della madre, un camionista appassionato di musica country, li abbandona in una stazione di servizio, esasperato dai comportamenti psicotici della donna. La stessa sera Jeremiah assiste a uno spogliarello della madre, interrotto dalla polizia che fa chiudere il locale dove la donna si esibiva.
A causa dell'abuso di droghe, la madre di Jeremiah inizia poi a soffrire di paranoia e allucinazioni, nel corso delle quali finirà per avvelenare accidentalmente il ragazzo con un farmaco. Jeremiah, sentendosi male, tornerà in ospedale dove verrà rintracciato dalla nonna; ma ancora una volta Sarah, ricoverata nello stesso ospedale nel reparto psichiatrico, riuscirà a riprenderlo con sé e fuggire.

## Uscite internazionali
- Uscita in  Francia: 11 settembre 2004
- Uscita negli  Stati Uniti: 8 ottobre 2004
- Uscita in  Grecia: 4 dicembre 2004
- Uscita in  Italia: 18 febbraio 2005
- Uscita in  Brasile: 20 gennaio 2006
- Uscita in  Regno Unito: 11 aprile 2006
- Uscita in  Spagna: 13 settembre 2005

## Accoglienza

### Incassi
Il film ha incassato 29.058 dollari negli USA, 133.540 euro in Italia e 176.153 dollari nel resto del mondo.